# Apamea remissa
Apamea remissa là một loài bướm đêm thuộc họ Noctuidae. Loài này phân bố ở khắp châu Âu.
Loài này có sải cánh khoảng 36–42 mm. Ấu trùng ăn various cỏ bao gồm Calamagrostis, Deschampsia, Festuca, Phalaris và Secale (Rye). 

## Hình ảnh

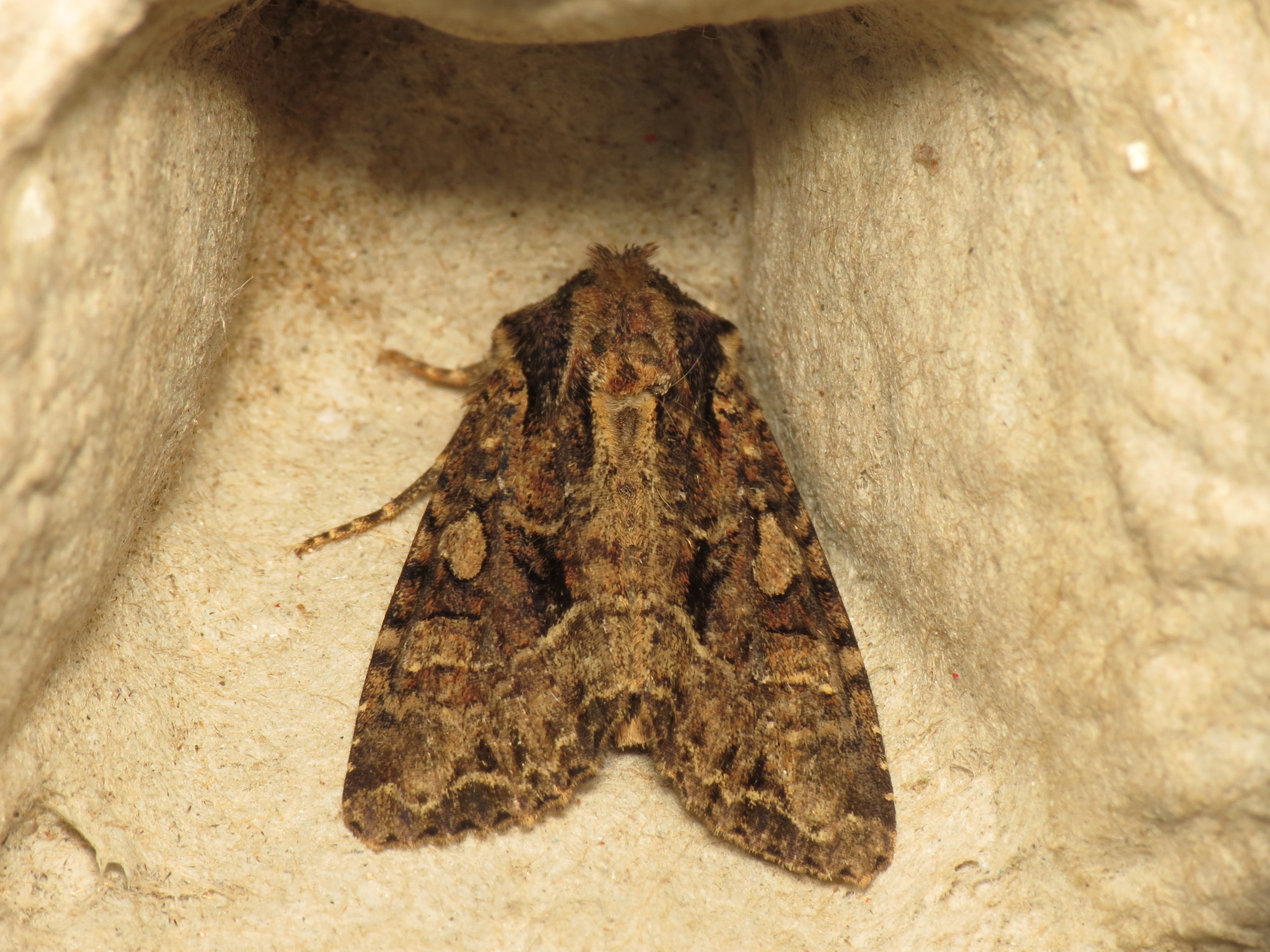
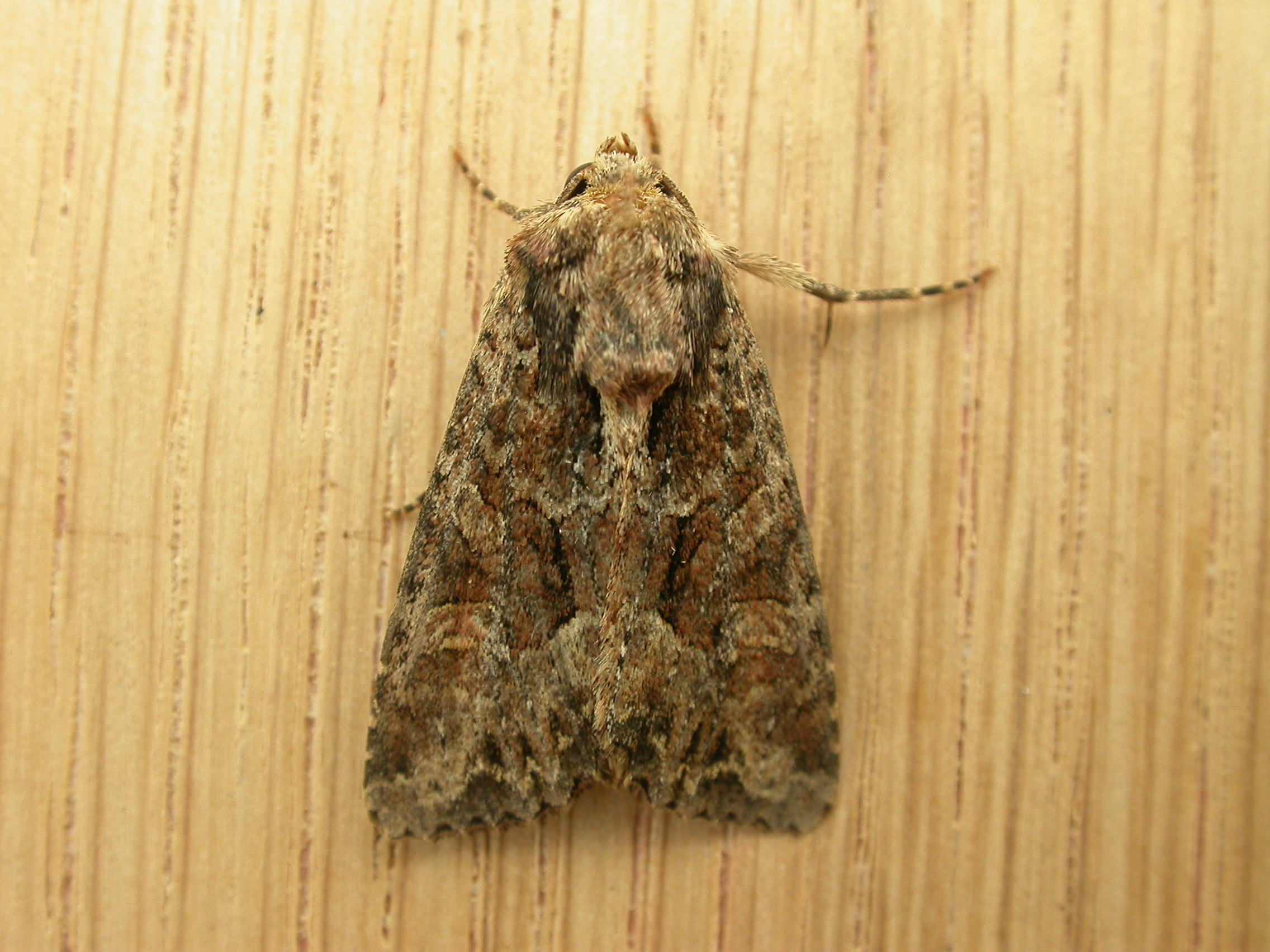
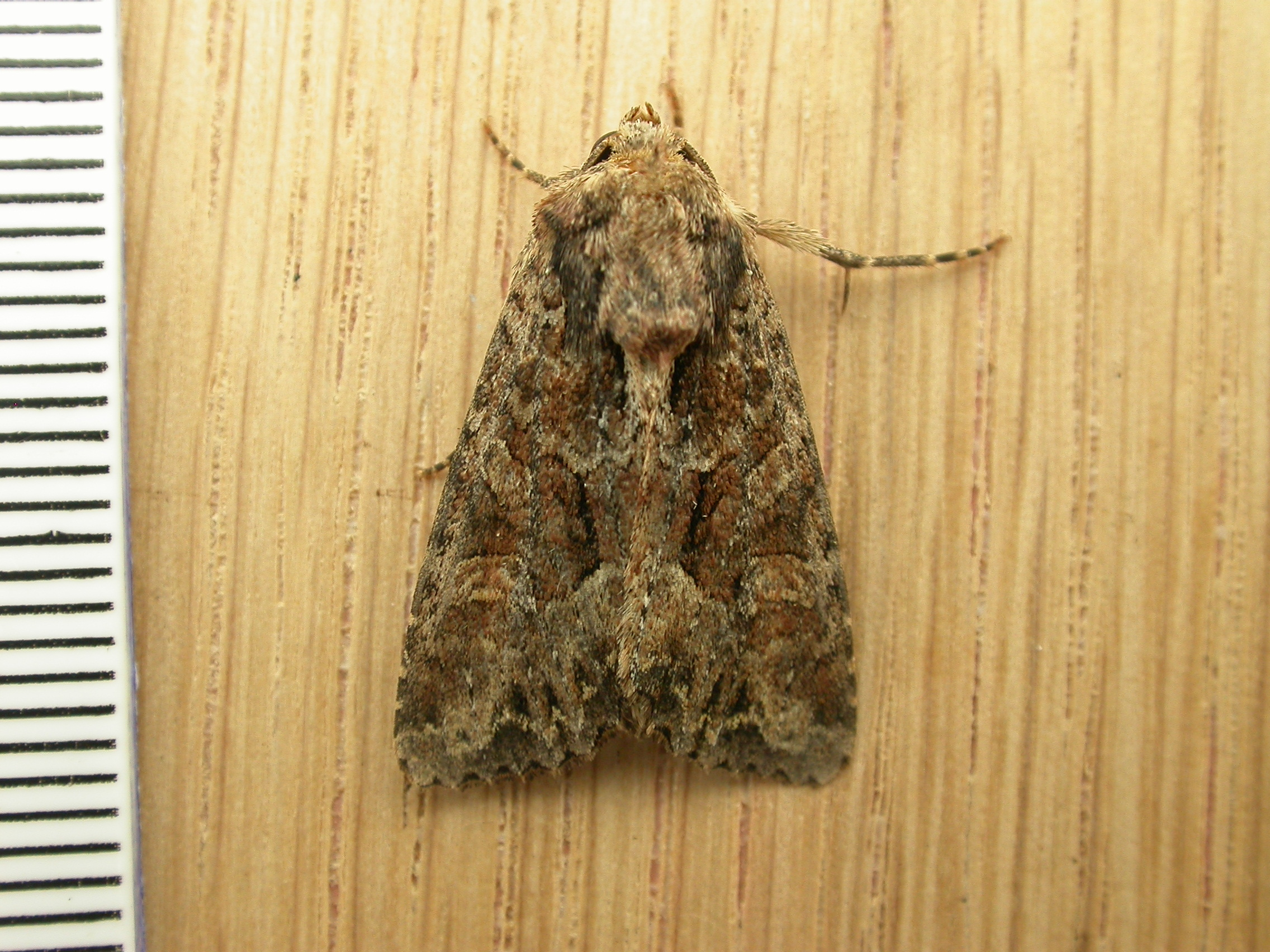
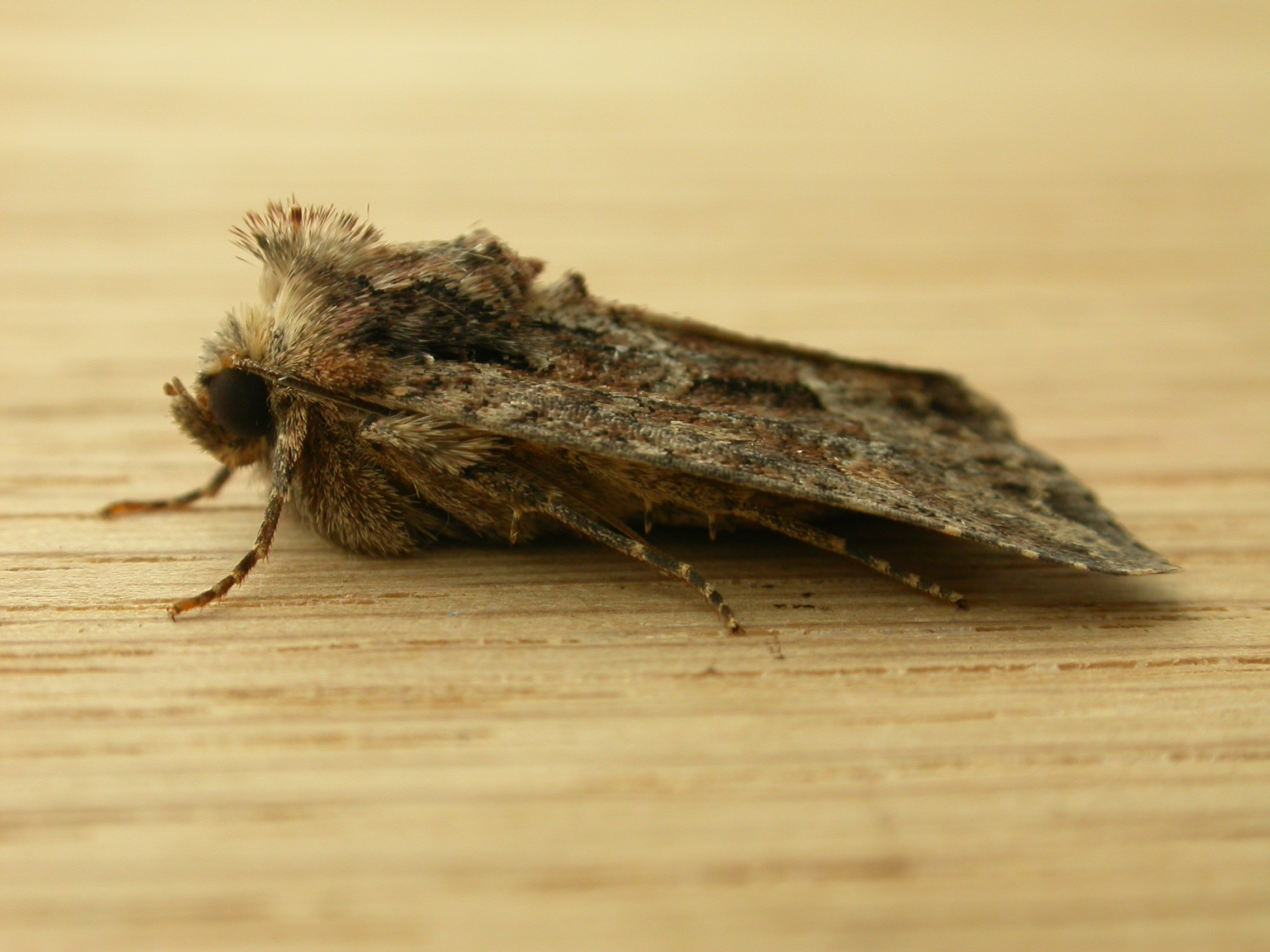